# Ciszowice
Ciszowice (do 10 grudnia 1965 Witowice-Dwór) – wieś w Polsce położona w województwie małopolskim, w powiecie miechowskim, w gminie Charsznica.
W latach 1975–1998 miejscowość administracyjnie należała do województwa kieleckiego. Integralna część miejscowości: Podbógdale.